# Spirocamallanus olseni
Spirocamallanus olseni är en rundmaskart. Spirocamallanus olseni ingår i släktet Spirocamallanus och familjen Camallanidae. Inga underarter finns listade i Catalogue of Life.